# Moskva
Moskva [móskva] (rusko: Москва, latinizirano: Moskva, IPA: [mɐskˈva] ) je glavno in največje mesto Ruske federacije. Mesto stoji ob reki Moskvi v osrednji Rusiji in ima okrog 13 milijonov prebivalcev v mejah mesta, več kot 18,8 milijona v urbanem območju in več kot 21,5 milijona v metropolitanskem območju. Obsega območje 2511 km², urbano območje obsega 5891 km², metropolitansko območje pa 26.000 km². Moskva je med največjimi mesti na svetu in je največje mesto v celoti v Evropi, največje urbano območje, največje metropolitansko območje v Evropi ter največje mesto po površini na evropski celini.
Prvič je omenjena leta 1147, nato pa je zrasla in postala cvetoče ter močno mesto, ki je bilo prestolnica Moskovske velike kneževine. Ko je bilo razglašeno Rusko carstvo, je Moskva ostala politični in gospodarski center večino njegove zgodovine. Pod vladavino Petra Velikega je bila ruska prestolnica leta 1712 premaknjena v novoustanovljeno mesto Sankt Peterburg, kar je zmanjšalo vpliv Moskve. Po ruski revoluciji in ustanovitvi Ruske SFSR je bila prestolnica leta 1918 vrnjena v Moskvo, kjer je postala politični center Sovjetske zveze. Po razpadu Sovjetske zveze je Moskva ostala prestolnica novoustanovljene Ruske federacije.
Je najsevernejše in najhladnejše metropolitansko območje ter ima status federalnega mesta, pri čemer služi kot politično, gospodarsko, kulturno in znanstveno središče Rusije in Vzhodne Evrope. Kot alfa globalno mesto ima Moskva eno največjih urbanih gospodarstev na svetu. Mesto je ena najhitreje rastočih turističnih destinacij na svetu in eno najbolj obiskanih mest v Evropi. Moskva je mesto s šestim največjim številom milijarderjev med vsemi mesti na svetu. Moskovski mednarodni poslovni center je eden največjih finančnih centrov v Evropi in na svetu in ima večino najvišjih stolpnic v Evropi. Moskva je gostila poletne olimpijske igre 1980 in kot eno od gostiteljskih mest tudi svetovno prvenstvo v nogometu 2018.
Kot zgodovinsko jedro Rusije služi Moskva zaradi svojih številnih muzejev, akademskih in političnih institucij ter gledališč kot dom številnim ruskim umetnikom, znanstvenikom in športnim osebnostim. V Moskvi je več krajev Unescove svetovne dediščine, na vpogled pa je tudi ruska arhitektura, zlasti na zgodovinskem Rdečem trgu, in stavbe, kot je cerkev Vasilija blaženega ter Kremelj – slednji služi kot središče moči ruske vlade. V Moskvi ima svoj sedež veliko ruskih podjetij v številnih panogah. Oskrbuje jo obsežna tranzitna mreža, ki vključuje štiri mednarodna letališča, deset železniških postaj, sistem tramvajev in enotirne železnice ter najbolj znan Moskovski metro, najprometnejši metro sistem v Evropi in en največjih metro sistemov na svetu. Mesto je eno najbolj zelenih mest na svetu, saj več kot 40 % njegove površine prekrivajo zelene površine.

## Etimologija
Ime mesta naj bi izhajalo iz imena za reko Moskvo. Predlaganih je bilo več teorij glede izvora imena reke. Finsko-ogrski Merja in Muroma ljudje, ki so bili med prvimi pred-slovanskimi plemeni, ki so prvotno poseljevala to območje, naj bi reko imenovali Mustajoki, v slovenščini Črna reka. Predlagano je bilo, da ime mesta izhaja iz te besede.
Moskva je pridobila številne epitete, ki se največkrat nanašajo na njeno velikost in prevladujoč status znotraj naroda: Tretji Rim (Третий Рим), Belokamena (Белокаменная), Prvoprestolna (Первопрестольная), Sorok Sorokov (Сорок Сороков) (sorok pomeni v ruščini 'štirideset, veliko mnogo' in 'okrožje ali župnija'). Moskva je tudi eno od dvanajstih mest herojev v Rusiji oz. nekdanji Sovjetski zvezi. Ruski demonim za prebivalca Moskve je 'moskvič' (москвич) za moško ali 'moskvička' (москвичка) za žensko obliko. Ime »Moskva« je po potrebi okrajšano kot 'MSK' (МСК v ruščini).

## Zgodovina

### Prazgodovina
Arheološka izkopavanja so pokazala, da so bila mesto današnje Moskve in njena okolica naseljeni že od nekdaj. Med najzgodnejšimi najdbami so relikvije Ljalovske kulture, ki jih strokovnjaki umeščajo v obdobje neolitika, zadnjo fazo kamene dobe.
Potrjujejo, da so bili prvi naseljenci na tem območju lovci in nabiralci. Okrog leta 950 so se na tem območju naselili dve slovanski plemeni, Vjatiči in Kriviči. Vjatiči bi lahko bili jedro domorodnega prebivalstva Moskve.

### Zgodnja zgodovina (1147–1283)
Leta 1147 se Moskva prvič pojavi v zgodovinskih letopisih. Knez Jurij Dolgoroki iz Suzdala je povabil kneza Svjatoslava Olgoviča v mesto Moskva, ki je bilo takrat manjše mestece na zahodni meji Vladimirsko-Suzdalske kneževine. Besede »Pridi k meni, brat, v Moskvo«, naj bi po poročanju stare Ipatjevske kronike napisal Jurij. Ob bratovem prihodu naj bi Jurij priredil veličasten sprejem.
Daniil Aleksandrovič, najmlajši sin Aleksandra Nevskega je postal v 70. letih 13. stoletja polnoleten in vključil se je v boje za vpliv v kneževini s trajnim uspehom. Postavil se je na stran svojega brata Dmitrija, ko je ta poskušal vladati Novgorodu. Od leta 1283 je deloval kot vladar neodvisne kneževine skupaj z Dmitrijem, ki je postal veliki knez Vladimirja. Daniel ima zasluge za ustanovitev prvih moskovskih samostanov, posvečenih Gospodevemu razsvetljenju in svetem Danielu.

### Moskovska velika kneževina (1283–1547)
|                                    |                         |           |
| Moskovski kremelj v poznem 16. st. | Obleganje Moskve (1382) | Rdeči trg |

Moskovska kneževina je bila leta 1263 izločena iz velike kneževine Vladimir skladno z odločitvijo velika kneza Vladimirja Aleksandra Nevskega in je pripadla njegovemu mlajšemu sinu Danilu Aleksandroviču. Sprva je Moskovska kneževina ob svojem nastanku leta 1263 vključevala samo ozemlja ob srednjem toku reke Moskve. Moskva je bila edino mesto v kneževini.
Lega mesta na križišču trgovskih poti je prispevala k njegovi rasti in vzponu. Na začetku 14. stoletja so bile moskovske posesti povečane, saj so jim bile pridruženi Kolomenska in Možajska kneževina.
V 14. stoletju je Moskva še naprej rasla in postala vseruski center. Začenši z Jurijem Danilovičem so moskovski knezi nosili naslov Velikega kneza Vladimirja, ki je bil najvišji naslov severovzhodnih Rusov in Novgoroda.
Pod knezom Ivanom I. Danilovičem Kalito so se začela v Moskvi obsežna gradbena dela. Pojavile so se prve kamnite zgradbe (do takrat je bilo mesto v celoti leseno). V 14. in na začetku 15. stoletja je bila Moskva veliko trgovinsko in obrtniško mesto. Vključevalo je območja Kremlja, Kitajgoroda in naselja Zamoskvorečje, Zaneglimenje in Zejauzje.
Leta 1462 je Ivan III. (1440–1505) postal veliki knez Moskve (takrat del srednjeveške države Moškove). Začel se je boriti proti Tatarom, razširil ozemlje Moškove in obogatil svoje glavno mesto. Do leta 1500 je imelo 100.000 prebivalcev in je bilo eno največjih mest na svetu. Osvojil je veliko večjo kneževino Novgorod proti severu. Tako je ozemlje sedemkrat povečal, s 430.000 na 2.800.000 kvadratnih kilometrov. Prevzel je nadzor nad starodavno Novgorodsko kroniko in jo naredil kot propagandno sredstvo za svoj režim.
Leta 1325 je kijevski metropolit Pjotr Ratenski prenesel metropolitansko katedro iz Vladimirja (kjer je bila od leta 1299) v Moskvo. Po njegovi smrti je bil metropolit Pjotr slavljen kot svetnik in čudodelec. Pri grobnici svetnika so imenovani najvišji moskovski svetniki, sam Pjotr pa kot najbolj cenjen zaščitnik Moskve. Moskva, ki je postala duhovni center Rusije, je prispevala k združitvi dežel okrog duhovnega centra in posledično k prenosu prestolnice iz Vladimirja v Moskvo.. Leta 1448 je Ruska cerkev postala de facto avtokefalija, leta 1589 pa je bil vzpostavljen Moskovski patriarhat.

### Rusko carstvo (1547–1721)
V 16. in 17. stoletju so bila zgrajena tri krožna obrambna obzidja: Kitaj gorod (Китай-город), Beli gorod (Белый город) in Zemljani gorod (Земляной город). Vendar sta leta 1547 dva požara uničila večji del mesta, leta 1571 pa so Krimski Tatari zajeli Moskvo in požgali vse razen Kremlja. Anali beležijo, da je preživelo le 30.000 od 200.000 prebivalcev.
Na koncu 15. stoletja pod knezom Ivanom III. Vasiljevičem je Moskva postala prestolnica Ruske države. Novi status je prispeval k rasti mesta in pojavu ekonomskega in kulturnega centra države. Razvijala sta se industrija in obrt: proizvodna orožja, tekstila, usnja, lončarstvo in gradbeništvo. Pojavile so se tovarne topov in tiskarne. Moskovska arhitektura je dosegla nove višine. Meje Moskve so se opazno povečale in do konca 16. stoletja je vključevala Beli gorod in Zemljani gorod. Zgrajen je bil sistem obrambnih struktur. Med 14. in 18. stoletjem se je v Moskvi zgodilo več velikih uporov in požarov.
Leta 1565 po razdelitvi ruske države carja Ivana Groznega na opričino in zemščino je mesto postalo center slednje.
V prvi polovici 17. stoletja se je prebivalstvo Moskve podvojilo s približno 100.000 na 200.000. V poznem 17. stoletju se je mesto razširilo onkraj svojih obzidij. Do leta 1682 je bilo 692 gospodinjstev, ustanovljenih severno od obzidja, ki so jih Ukrajinci in Belorusi v rusko-poljski vojni (1654–1667) ugrabili iz njihovih domov. Ta nova obrobja mesta so postala znana kot Meščanskaja sloboda, po rusinski besedi meščane – 'mestni ljudje'. Izraz meščane (мещане) je v Rusiji iz 18. stoletja pridobil pejorativne konotacije in danes pomeni 'malomeščanstvo' ali 'ozkogledi filistri'.
Leta 1654 je bilo z Lekarnarskim ukazom organizirano učenje za študente lekarnarskega dela.
Mesto so zajele številne nesreče. Epidemije kuge so opustošile Moskvo v letih 1570–1571, 1592 in 1654–1656. Kuga je v letih 1654–55 pobila več kot 80 % ljudi. Požari so leta 1626 in 1648 uničili velik del lesenega mesta.

### Imperij (1721–1917)
Potem ko je izgubila status glavnega mesta carstva, se je prebivalstvo Moskve sprva zmanjšalo, z 200.000 v 17. stoletju na 130.000 leta 1750. Toda po letu 1750 se je število prebivalcev v preostalem obdobju Ruskega imperija povečalo za več kot desetkrat in doseglo 1,8 milijona do leta 1915. Ruska kuga 1770–1772 je v Moskvi ubila do 100.000 ljudi.
Leta 1712 je bilo glavno mesto Rusije preneseno iz Moskve v Sankt Peterburg. Leta 1728 je bilo pod Petrom II. v Moskvo prenesen imperatorska palača, ki je tam ostala do leta 1732, ko ga je imperatrica Anna Ivanovna vrnila v Sankt Peterburg. Moskva je ohranila status »prvoprestolne« prestolnice in je bila kraj kronanja vseh imperatorjev. Ta naziv se je uporabljal za poudarjanje zgodovinske prednosti Moskve kot mesta, v katerem se je prestol ruskega carja prvič pojavil. V enciklopediji Brokgauza in Jefrona se Moskva imenuje »prvoprestolno prestolnico Rusije«. Slovar S. I. Ožjegova in N. J. Švedove interpretira »prvoprestolno« kot oznako najstarejše prestolnice. Termin se široko uporablja v vseh sferah javnega življenja kot sinonim in neuradno ime za Moskvo.
Ko je leta 1812 Napoleon napadel Rusijo, so bili Moskovčani evakuirani. Sumi se, da je bil moskovski požar predvsem posledica ruskih sabotaž. Napoleonova Grande Armée se je morala umakniti in je bila skoraj uničena zaradi uničujoče ruske zime in sporadičnih napadov ruskih vojaških sil. V tem času je umrlo kar 400.000 Napoleonovih vojakov.
Med domovinsko vojno leta 1812 so Moskvo zajeli Napoleonovi vojaki in močno jo je uničil požar. Po različnih izračunih naj bi kot posledica požara bilo požganih do 80 % stavb. Proces obnavljanja Moskve je trajal več kot trideset let in zgrajena je bil tudi katedrala Kristusa Odrešenika. Ob koncu 19. stoletja se je v Moskvi pojavil tramvaj.
Ko je leta 1762 na oblast prišla Katarina Velika, so umazanijo mesta in vonj po odplakah opazovalci opazili kot simptom neurejenega življenjskega sloga Rusov nižjega razreda, ki so pred kratkim prišli s kmetij. Elite so pozvale k izboljšanju sanitarij, kar je postalo del Katarininih načrtov za povečanje nadzora nad socialnim življenjem. Nacionalni politični in vojaški uspehi od 1812 do 1855 so kritike pomirili in potrdili prizadevanja za oblikovanje bolj razsvetljene in stabilne družbe. O vonju in slabih pogojih javnega zdravja je bilo manj govora. Kljub ruskim neuspehom v krimski vojni 1855–56 pa je zaupanje v zmožnost države, da vzdržuje red v slamih, in zahteve po izboljšanju javnega zdravja ponovno postavile na dnevni red umazanijo.

### Sodobnost
Leta 1918 je bila boljševiška vlada premaknjena iz Petrograda v Moskvo, ki je postala prestolnica RSFSR.
Z resolucijo Prezidija Vseruskega izvršilnega komiteja »O oblikovanju administrativno-teritorialnih zvez krajevnega in oblastnega pomena na teritoriju RSFSR« od 14. januarja 1929 do 1. oktobra 1929 je bila oblikovana centralna industrijska oblast s centrom v mestu Moskvi.
Leta 1931 sta dve veliki mesti RSFSR, Moskva (16. junija) in Leningrad (3. decembra), dodeljeni v ločene upravne enote, mesta republiškega pomena RSFSR.
V 30. letih 20. stoletja je bila v Moskvi ustvarjena cela mreža znanstveno-raziskovalnih in projektnih tehničnih institutov. Velike večina njih je bila del Akademije znanosti ZSSR. V tem času so se v mestu razvijali tudi množični mediji in vzpostavljeno je bilo veliko časopisov, od leta 1939 pa tudi televizijsko oddajanje.
Po navodilih Stalina je bilo v slogu socialističnega klasicizma zgrajenih sedem nebotičnikov »Sedem sester Moskve«. Najpogosteje jih imenujejo Stalinovi nebotičniki (rusko Сталинские высотки). Zgrajene so bile med leti 1947 in 1957. Prvotno je bilo načrtovanih osem nebotičnikov, vendar osmi, Palača Sovjetov, ni bil nikoli zgrajen. Dodatna, osma stavba, je bila po drugi strani med leti 1952 in 1955 zgrajena v Varšavi in je znana pod imenom Palača kulture. Sedem stavb je: stavba univerze, stavba Ministrstva za zunanje zadeve, Hotel Ukrajina, Stanovanjska stavba Kotelničeskem nabrežju, Upravna stavba v bližini »Rdečih vrat«, Hotel Leningradskaja in Stanovanjska stavba na Kudrinskem trgu.
Leta 1977 se je mesto prvič srečalo s terorizmom. Do leta 2011 se je v Moskvi zgodilo osemnajst terorističnih dejanj.
Na začetku 21. stoletja se je v Moskvi zgodila velika arhitekturna transformacija. Mesto se je resno spremenilo, saj se je začela gradnja nebotičnikov s pisarnami, sodobna transportna infrastruktura, luksuzne nepremičnine in novo poslovno središče, rajon »Moskva Siti«.
Hkrati je vidno, da gradbeni bum vodi v rušenje zgodovinskega izgleda mesta, saj so bili uničeni arhitekturni spomeniki in obstoječe urbano okolje. Resen problem je nerazvitost transportne infrastrukture, ki vodi v prometne zamaške in prenatrpanost javnega transporta.
Trenutni župan Moskve Sergej Semjonovič Sobjanin je zagnal projekt Moja ulica, ki je vključuje obširno prenovo cestne infrastrukture. Projekt vključuje širjenje površin za pešce, gradnjo pločnikov in kolesarskih stez ter saditev dreves. Prvotni projekt se je odvijal med leti 2015 in 2018, vendar je bil podaljšan do leta 2020. V treh letih je bilo posodobljenih 200 ulic.

## Grb
Moskva je podoben grb uporabljala od začetka osemnajstega stoletja, grb v tej obliki pa je bil prvotno sprejet 20. decembra 1781. Po oktobrski revoluciji je mesto 23. novembra 1993 znova prevzelo grb. V skladu z zakonom mesta Moskve z dne 11. junija 2003 »Na grbu mesta Moskva« piše: grb mesta je pravokotnik z zaobljenimi spodnjimi vogali, ki na koncu označuje heraldični ščitnik temno rdeče barve s podobo na desni strani proti gledalcu, vitezu - Sveti Jurij v srebru, katerega plašč (ogrinjalo) je modre barve, na srebrnem konju s srebrnim pasom in zlatim kopjem ubija črnega zmaja.
Sveti Jurij se je pred tem skozi zgodovino pojavljal kot heraldični simbol Moskve, moskovske regije, pa tudi ruskih držav in provinc. Danes se ta simbol nahaja tudi na orlovih prsih, ki je uradni grb Ruske federacije.

## Geografija

### Lega
Moskva leži na bregu reke Moskve, ki teče nekaj več kot 500 km skozi Vzhodnoevropsko nižavje v osrednji Rusiji. 49 mostov sega preko reke in njenih kanalov v mejah mesta. Nadmorska višina Moskve na Vseruskem razstavnem centru (VVC), kjer je vodilna moskovska vremenska postaja, je 156 metrov. Teplostanski grič je najvišja točka mesta na 255 metrih. Širina moskovskega mesta (ne omejuje ga obvoznica MKAD – rusko Московская кольцевая автомобильная дорога, Moskovskaja Kolcevaja Avtomobilnaja Doroga) od zahoda proti vzhodu je 39,7 km, dolžina od severa do juga pa 51,8 km.

### Čas
Moskva je referenčna točka za časovni pas, ki se uporablja v večini evropske Rusije, Belorusije in Republike Krim. Območja delujejo v mednarodnih standardih, kot je moskovski standardni čas (MSK, мск), kar je 3 ure pred UTC ali UTC + 3. Poletnega časa ne uporabljajo več. Glede na geografsko dolžino se povprečni sončni opoldan v Moskvi zgodi ob 12:30.

### Podnebje
Moskva ima vlažno celinsko podnebje (Köppnova klimatska razvrstitev Dfb) z dolgimi, hladnimi (čeprav povprečnimi po ruskih standardih) zimami, ki običajno trajajo od sredine novembra do konca marca, in toplimi poletji. Vreme lahko močno niha s temperaturami v območju od –25 °C v mestu in −30 °C v predmestjih do nad 5 °C pozimi in poleti od 10 do 35 °C.
Običajno visoke temperature v toplih mesecih juniju, juliju in avgustu znašajo približno ugodnih 20 do 26 °C, med vročinskimi valovi (ki se lahko pojavijo med majem in septembrom) pa dnevne visoke temperature pogosto presežejo 30 °C, včasih za teden ali dva skupaj. Pozimi povprečne temperature običajno padejo na približno −10 °C, čeprav skoraj vsako zimo obstajajo obdobja ogrevanja z dnevnimi temperaturami, ki se dvignejo nad 0 °C in obdobji hlajenja z nočnimi temperaturami pade pod -30 °C. Ta obdobja običajno trajajo približno teden ali dva.
| Podnebni podatki za Moskovska povprečja 1981–2010, rekordi od 1879 do danes | Podnebni podatki za Moskovska povprečja 1981–2010, rekordi od 1879 do danes | Podnebni podatki za Moskovska povprečja 1981–2010, rekordi od 1879 do danes | Podnebni podatki za Moskovska povprečja 1981–2010, rekordi od 1879 do danes | Podnebni podatki za Moskovska povprečja 1981–2010, rekordi od 1879 do danes | Podnebni podatki za Moskovska povprečja 1981–2010, rekordi od 1879 do danes | Podnebni podatki za Moskovska povprečja 1981–2010, rekordi od 1879 do danes | Podnebni podatki za Moskovska povprečja 1981–2010, rekordi od 1879 do danes | Podnebni podatki za Moskovska povprečja 1981–2010, rekordi od 1879 do danes | Podnebni podatki za Moskovska povprečja 1981–2010, rekordi od 1879 do danes | Podnebni podatki za Moskovska povprečja 1981–2010, rekordi od 1879 do danes | Podnebni podatki za Moskovska povprečja 1981–2010, rekordi od 1879 do danes | Podnebni podatki za Moskovska povprečja 1981–2010, rekordi od 1879 do danes | Podnebni podatki za Moskovska povprečja 1981–2010, rekordi od 1879 do danes |
| Mesec                                                                       | Jan                                                                         | Feb                                                                         | Mar                                                                         | Apr                                                                         | Maj                                                                         | Jun                                                                         | Jul                                                                         | Avg                                                                         | Sep                                                                         | Okt                                                                         | Nov                                                                         | Dec                                                                         | Letno                                                                       |
| --------------------------------------------------------------------------- | --------------------------------------------------------------------------- | --------------------------------------------------------------------------- | --------------------------------------------------------------------------- | --------------------------------------------------------------------------- | --------------------------------------------------------------------------- | --------------------------------------------------------------------------- | --------------------------------------------------------------------------- | --------------------------------------------------------------------------- | --------------------------------------------------------------------------- | --------------------------------------------------------------------------- | --------------------------------------------------------------------------- | --------------------------------------------------------------------------- | --------------------------------------------------------------------------- |
| Povprečna količina padavin mm                                               | 52                                                                          | 41                                                                          | 35                                                                          | 37                                                                          | 49                                                                          | 80                                                                          | 85                                                                          | 82                                                                          | 68                                                                          | 71                                                                          | 55                                                                          | 52                                                                          | 707                                                                         |
| Povprečna količina zapadlega snega cm                                       | 22                                                                          | 34                                                                          | 37                                                                          | 16                                                                          | 0                                                                           | 0                                                                           | 0                                                                           | 0                                                                           | 0                                                                           | 4                                                                           | 8                                                                           | 15                                                                          | 136                                                                         |
| Povp. št. deževnih dni                                                      | —                                                                           | —                                                                           | 3                                                                           | 9                                                                           | 13                                                                          | 14                                                                          | 15                                                                          | 15                                                                          | 15                                                                          | 12                                                                          | 6                                                                           | 2                                                                           | —                                                                           |
| Povp. št. sneženih dni                                                      | 18                                                                          | 15                                                                          | 9                                                                           | 1                                                                           | —                                                                           | 0                                                                           | 0                                                                           | 0                                                                           | —                                                                           | 2                                                                           | 10                                                                          | 17                                                                          | —                                                                           |
| Povprečna relativna vlažnost (%)                                            | 83                                                                          | 80                                                                          | 74                                                                          | 67                                                                          | 64                                                                          | 70                                                                          | 74                                                                          | 77                                                                          | 81                                                                          | 81                                                                          | 84                                                                          | 85                                                                          | 77                                                                          |
| Povp. št. sončnih ur                                                        | 33                                                                          | 72                                                                          | 128                                                                         | 170                                                                         | 265                                                                         | 279                                                                         | 271                                                                         | 238                                                                         | 147                                                                         | 78                                                                          | 32                                                                          | 18                                                                          | 1.731                                                                       |
| % možne sončnosti                                                           | 14                                                                          | 27                                                                          | 35                                                                          | 40                                                                          | 53                                                                          | 53                                                                          | 52                                                                          | 51                                                                          | 38                                                                          | 24                                                                          | 13                                                                          | 8                                                                           | 34                                                                          |
| Vir:                                                                        |                                                                             |                                                                             |                                                                             |                                                                             |                                                                             |                                                                             |                                                                             |                                                                             |                                                                             |                                                                             |                                                                             |                                                                             |                                                                             |

## Urbanizem
Urbana vizija razvoja Moskve se opaža že v zgodnjem 12. stoletju v njenem jedru. Osrednji del Moskve je rastel s povezovanjem predmestij v skladu s srednjeveškimi principi urbanega razvoja. Tipična je krožna gradnja, saj se vse gospodarske dejavnosti in hramba skriva za mestnimi zidovi. Ob širjenju mesta so se postavljali tudi novi zidovi, ulice pa so se prilagodile novemu krogu ožjega mesta. Kremelj, Zemljanoj gorod (Земляной город), stolp Kamer-Koležskij, Vrtni obroč in mali železniški obroč, vse te zgradbe so nekoč služile tudi mestni obrambi. V sedanji Moskvi od 1960-ih let dvajsetega stoletja novi obroč, ki zaznamuje meje mesta, označuje moskovska obvoznica (Moskovskaja Kolcevaja Avtomobilnaja Doroga - MKAD). Krožne oblike je tudi Moskovska podzemna železnica, pa seveda tudi druga in tretja notranja avtocestna obvoznica. Krožna oblika mesta tako kroji tudi vse nadaljnje načrtovanje prostora. Ker pa se mesto vedno širi, urbanizem sega tudi v prostore onkraj MKAD.

## Arhitektura
Arhitektura Moskve je poznana po svetu predvsem po značilni gradnji pravoslavnih cerkva z ohranjenimi barvnimi kupolami. Najbolj je znana cerkev Vasilija blaženega in cerkev Kristusa Odrešenika (rusko Храм Христа Спасителя, Hram Hrista Spasitelja). Poznani so tudi nekateri nebotičniki in Moskovski Kremelj.
Dolgo časa so bile med dominantnimi stavbami predvsem pravoslavne sakralne zgradbe. Mesto se je znatno spremenilo v času Sovjetske zveze. Josif Stalin je želel modernizirati mesto in zgraditi široke ulice in razbremeniti promet skozi mesto, poleg tega pa centralizirati veliko dejavnosti v mestu. Tako je uničil veliko zgodovinsko pomembnih arhitekturnih stavb, ki po Stalinovi vladavini niso bile več uporabne. Z veliki stroški in v marsičem dvomljivih restavracijah so jih v devetdesetih letih dvajsetega stoletja obnovili na državne stroške.
Sovjetska arhitektura je bila zaznamovana zgodaj z arhitektom Vladimirjem Šuhovim, ki je na primer napravil Šuhov nebotičnik, ki na zunaj spominja na radiosprejemnik in je bil zgrajen med leti 1919–1922. Trenutno je zgradba pod zaščito Unesca, saj ji grozi rušenje. Kot arhitekt je pomemben predstavnik konstruktivizma.
V Stalinovem obdobju so gradili tako imenovane Stalinove nebotičnike imenovane Sedem sester Moskve, zgradbe, ki so označene kot Stalinova gotika. Gre za niz sedmih nebotičnikov po isti predlogi s fialo na vrhu stavbe. Moskva je kasneje zgradila še višje zgradbe, a sedmerica izstopa in pomembno vpliva na izgled mesta.
Množično grajenje blokov, obvezno zavarovanje stanovalcev in navdušene selitve v industrijska središča so povzročila nenehno rast Moskve, a tudi veliko enoličnih zgradb, slabo ohranjenih, že na videz poznanih po letu, tehniki, slogu gradnje. Večina zgradb je nastala po Stalinu.
Stalinova doba arhitekture se vidi praviloma v centru Moskve. Gre za masivno arhitekturo s klasičnimi temami in motivi socialrealističnih idej ter klasičnih imitacij. Mesto pa ponuja poleg pravoslavnih cerkva tudi še vedno ohranjene zgradbe carske Rusije in njenega meščanstva. Turistični ogledi so na voljo tudi za obiskovalce samostanov v okolici Moskve.
Modernizacija mesta in novogradnje ponujajo nove poglede na Moskvo in njen izgled z gradnjo novih nebotičnikov, rušenje starih zgradb in zgodovinsko zanimivih četrti.

### Znamenitosti
- Moskovski kremelj (Московский Кремль) je najbolj znana turistična točka Moskve. Utrjeno središče Moskve na griču nad reko Moskvo v bližini Rdečega trga je sestavljeno z nekaj palač, štiri cerkve, kongresne dvorane in nizom znamenitosti in državnih protokolarnih objektov. Gre za najstarejši del mesta, ki je bil zaščiten tudi s stolpi in zidom. Sam Kremelj ima zgodovinsko veliko pomembnih posegov v njegov izgled. Za sedanji izgled so največ napravili Ivan I., Ivan III., Katarina II. Velika in car Nikolaj I.

Leta 1485 so pričeli z veliko rekonstrukcijo Kremlja. Projekt arhitekta Aristotela Fioravantija je vzdignil nov zid z 18 stolpi, Kremelj pa je postal tudi sedež ruskih carjev in tako prestiž kot tudi denar za temeljite investicije. Peter Veliki je premestil sedež vladarjev Rusije v Sankt Peterburg. Ko se je sovjetska vlada preselila v Kremelj leta 1918, so do leta 1955 zaprli prostore za javnost. Nekaj verskih objektov je bilo tako porušenih, na njih pa so postavili vojno šolo in kongresno dvorano.
- Cerkev Vasilija blaženega (Храм Василия Блаженного), postavila sta jo arhitekta Barma in Postnik.[90]
- Cerkev Kristusa Odrešenika (Храм Христа Спасителя) je hram Ruske pravoslavne cerkve. Prvobitni hram so zgradili v čast zmage nad Napoleonom po načrtu arhitekta Konstantina Tona. Ta zgradba iz 19. stoletja je bila porušena leta 1931, a niso nikoli zgradili na njenem mestu sovjetske palače. Zgradba je bila ponovno obnovljena med letoma 1990 in 2000 po risbah, skicah in fotografijah.[91]
- Bolšoj teater (Большой театр), »veliko gledališče«, zgrajeno leta 1824 po arhitektu Joseph Bovéa. Bolšoj balet in Bolšoj opera so med najstarejšimi in najboljšimi baletnimi in opernimi ansambli na svetu, teater Bolšoj pa je tudi ustanovitelj Bolšoj baletne akademije.[92]
- Stalinovih sedem sester (Сталинские высотки), skupina nebotičnikov, grajenih med 1947 in 1953. Stalinistični slog, nove tehnologije gradnje in utilitarna zapolnitev prostorov je značilna za Moskvo.[82]
- Rdeči trg (Красная площадь), najbolj znan ruski trg, ki se razpenja od Kremlja pa do starih trgovskih četrti mesta. Ob trgu se nahaja tudi cerkev Vasilija Blaženega in Leninov mavzolej. Leta 1991 je skupaj s Kremljem bil uvrščen v Unescov seznam svetovne dediščine.[93][94]
- Novodevičji samostan (Новоде́вичий монасты́рь), eden najbolj znanih samostanov in kloštrov v Moskvi in celi Rusiji. Leta 2004 vpisan v UNESCO-v seznam svetovne dediščine v Evropi.[95]
- Spomenik osvajalcem vesolja (Монумент Покорителям космоса), del Spominskega muzeja kozmonavtike. 107 metrov titanskega obeliska v obliki izpuha raketnega motorja. Postavljen je bil leta 1964 v čast dosežkom sovjetskih raziskovalcev vesolja.[96]

- Velika kremeljska palača
- Palača Ostankino
- Carska orožarna v Kremlju
- Samostan Novodevičji

## Moskovski obroči
Moskovski cestni sistem je osredotočen na Kremelj v središču mesta. Od tam potekajo ceste navzven in se sekajo s sekvenco krožnih cest (»obročev«).
1. Prvi in najbolj notranji večji obroč, Bulvarnoje kolco (Bulvarski obroč), je bil zgrajen na mestu mestnega zidu iz 16. stoletja okrog t.i. Belega goroda (belega mesta).[97] Tehnično gledano ni obroč, saj ne oblikuje celega kroga, temveč os v obliki konjske podkve, ki se začne pri katedrali Kristusa Odrešenika in se konča pri reki Jauzi.
2. Drugi primarni krog leži izven Bulvarskega obroča in se imenuje Sadovoje kolco (Vrtni obroč). Kot Bulvarski obroč sledi tudi Vrtni obroč poti mestnega zidu iz 16. stoletja, ki je obkrožal del Moskve.[97] Moskva z Mednarodne vesoljske postaje 29. januarja 2014
3. Tretji obroč je bil dokončan leta 2003 kot avtocestni obroč brez cestnine.[98]
4. Četrti transportni obroč, prav tako avtocestni brez cestnine, je bil načrtovan, vendar je bil odpovedan leta 2011. Nadomestil ga bo sistem strunastih avtocest.

Poleg že omenjenih cestnih obročev, je v prometno infrastrukturo vključenih tudi več krožnih linij Moskovskega metroja. Linija 5, znana kot Kolcevaja linija kar pomeni Obročasta linija, poteka med Vrtnim obročem in tretjim transportnim obročem. Vzporedno potekata še dve liniji:
- Linija 14 je bila 10. septembra 2016 preoblikovana v železnico Moskovskega centralnega kroga (prej znanа kot »Moskovskaja okružnaja železnaja doroga«) in vključena v sistem Moskovskega metroja. Ta stožčasto oblikovana železnica je bila prvotno zgrajena leta 1908 in je med leti 1934 in 2016 delovala izključno kot tovorna proga.[100][101]
- Linija 11 je bila dokončana leta 2023 in se imenuje  Velika krožna linija (Bolšaja kolcevaja linija).[102]

Najbolj zunanji obroč je Moskovska obročasta cesta (pogosto imenovana MKAD, akronim za rusko Московская кольцевая автомобильная дорога), ki oblikuje kulturno mejo mesta in je bila odprta v 50. letih 20. stoletja. Metoda gradnje ceste (uporaba dviga tal namesto betonskih stebrov po celotni trasi) je oblikovala mejo, podobno zidu, ki preprečuje gradnjo cest pod samo avtocesto MKAD. Do razširitve Moskve (priključitev delov Moskovske oblasti na jugu) leta 2012 je MKAD veljal za približno mejo Moskve. Za razbremenitev transportnega prometa po MKAD-u je v gradnji tudi dodaten cestni obroč (CKAD - Centralnaja kolcevaja avtomobilnaja doroga, Centralna krožna avtocesta).
Tudi izven območja mesta nekatere ceste obkrožajo Moskvo in sledijo krožnemu vzorcu, podobnemu tistemu znotraj mesta. Značilna primera sta cesti Betonka (avtocesti A107 in A108), izvorno narejeni iz betonskih blokov.

### Transportni obroči v Moskvi
| Dolžina  | Ime                                                                                           | Vrsta     |
| -------- | --------------------------------------------------------------------------------------------- | --------- |
| 9 km     | Bulvarski obroč – Bulvarnoje kolco (ni sklenjen)                                              | cesta     |
| 16 km    | Vrtni obroč – Sadovoje kolco                                                                  | cesta     |
| 19 km    | Krožna linija – Kolcevaja linija – linija 5                                                   | metro     |
| 35 km    | Tretji cestni obroč – Tretji transportni obroč – Tretje transportnoje kolco (TTK)             | cesta     |
| 54 km    | Mali obroč moskovske železnice, ponovno odprt kot Moskovski centralni obroč (MCC) – linija 14 | železnica |
| 20,2 km  | Velika krožna linija – Bolšaja kolcevaja linija – linija 11                                   | metro     |
| 109 km   | Moskovska obročasta avtocesta – Moskovskaja kolcevaja avtomobilnaja doroga (MKAD)             | avtocesta |
| 336,5 km | Centralna krožna avtocesta – Centralnaja kolcevaja avtomobilnaja doroga (CKAD)                | avtocesta |

## Kultura

### Muzeji in galerije
Eden najbolj opaznih umetnostnih muzejev v Moskvi je Tretjakovska galerija, ki jo je ustanovil Pavel Tretjakov, bogat mecen umetnosti, ki je doniral veliko zasebno zbirko mestu. Tretjakovska galerija se deli na dve zgradbi. Stara Tretjakovska galerija, originalna galerija na Tretjakovskem območju na južnem bregu reke Moskve vsebuje dela klasične ruske tradicije. Tu so dela znanih slikarjev iz časa pred oktobrsko revolucijo, kot je Ilja Repin, pa tudi dela zgodnjih ruskih slikarjev ikon. Obiskovalci lahko vidijo redke originale slikarja ikon iz začetka 15. stoletja Andreja Rubljova. Nova Tretjakovska galerija, ki je bila ustanovljena v sovjetskih časih vsebuje večinoma dela sovjetskih umetnikov, pa tudi nekaj sodobnih slik. Obstaja nekaj prekrivanja s Staro Tretjakovsko galerijo za začetek 20. stoletja. Nova galerija vsebuje majhno rekonstrukcijo znanega dela Spomenik tretji Internacionali Vladimirja Tatlina in mešanico drugih avantgardnih del umetnikov, kot sta Kazimir Severinovič Malevič in Vasilij Kandinski. V dvoranah Nove Tretjakovske galerije so na ogled tudi dela socialističnega realizma.
Še en muzej umetnosti v Moskvi je Puškinov muzej, ki ga je ustanovil med drugimi oče Marine Cvetajeve. Puškinov muzej je podoben Britanskemu muzeju v Londonu v tem, da so njegove dvorane presečišča razstav o svetovnih civilizacijah z veliko kopijami antičnih skulptur. Poleg tega vsebuje tudi slike iz vsakega pomembnega zahodnega obdobja; v muzejski zbirki so prisotna dela Clauda Moneta, Paula Cézanna in Pabla Picassa.
Ruski Državni zgodovinski muzej (Государственный Исторический музей) je muzej ruske zgodovine, ki leži med Rdečim trgom in Manežnim trgom v Moskvi. Razstave v njem segajo od relikvij prazgodovinskih plemen, ki so poseljevala današnjo Rusijo, do neprecenljivih umetnin, ki so jih zbrali člani dinastije Romanovih. Število razstavljenih objektov je več milijonov. Politehnični muzej, ki je bil ustanovljen leta 1872, je največji tehnični muzej v Rusiji in ponuja širok spekter zgodovinskih izumov in tehnoloških dosežkov, vključno s humanoidnimi avtomati iz 18. stoletja in prvimi sovjetskimi računalniki. Njegova zbirka obsega več kot 160.000 kosov. Muzej Borodinska panorama leži na prospektu Kutuzova in ponuja priložnost, da obiskovalci doživijo vtis, kot da so na bojišču s 360° slikami. Je del večjega zgodobinskega memoriala, ki obeležuje zmago v Domovinski vojni 1812 nad Napoleonovo vojsko, ki vključuje slavolok, postavljen leta 1827. Prisoten je tudi muzej vojaške zgodovine, ki vključuje kipe in vojaško opremo. Osrednji spomenik ruskim kozmonavtom je Memorialni muzej kozmonavtike pod spomenikom osvajalcem vesolja na koncu Aleje kozmonavtov.
Državni muzej arhitekture Ščusova je nacionalni muzej ruske arhitekture blizu Kremlja, poimenovan po arhitektu Alekseju Ščusovu.
Moskva bo leta 2024 dobila svojo podružnico muzeja Ermitaž, saj so se oblasti strinjale s končnim projektom, ki ga bo izvedel Hani Rashid, soustanovitelj newwyorške Asimptotske arhitektute, isti biro, ki stoji za mestno borzno stavbo, svetovnim trgovinskim centrom Solomonov stolp v Busanu in Strata stolpom v Abu Dabiju.

### Nastopajoča umetnost
Moskva je srce ruske nastopajoče umetnosti, vključno z baletom in filmom, z 68 muzeji, 103 gledališči, 132 kini in 24 koncertnimi dvoranami. Med moskovskimi gledališči in baletnimi studiji sta Bolšoj teatr in Malij teatr, pa tudi Vahtangov teatr ter Moskovsko umetnostno gledališče.
Moskovski mednarodni center predstavne umetnosti je bil odprt leta 2003, znan je pa tudi pod imenom Moskovska mednarodna hiša glasbe in je znan po svojih nastopih klasične glasbe. Ima največje orgle v Rusiji, ki so nameščene v dvorani Svetlanova.
V Moskvi sta tudi dva velika cirkusa – Moskovski državni cirkus in Moskovski cirkus na Cvetnem bulevarju Jurija Nikulina.
Studio Mosfilma je bil v srcu veliko klasičnih filmov in je zaslužen za tako umetniške kot tudi prevladujoče produkcije. Kljub nadaljnji prihodnosti in slovesu mednarodno priznanih ruskih filmskih umetnikov so nekdaj aktivni studiji veliko tišji. Redki in zgodovinski filmi so na ogled v kinu Salut, kjer so redno prikazovani filmi ruskega kina. V Moskvi potekajo mednarodni filmski festivali, kot so Moskovski mednarodni filmski festival, Stalker, Artdocfest in Moskovski judovski filmski festival.

## Šport
Leta 2005 je živelo v mestu več kot 500 olimpijskih šampionov. V Moskvi je 63 stadionov (poleg osmih nogometnih in enajstih atletskih), od katerih je največji in četrti največji v Evropi stadion Lužniki (gostil je Uefa pokal 1998–99, finale Lige prvakov 2007–08, Poletne olimpijske igre 1980 in Svetovno prvenstvo v nogometu 2018). V mestu je še štirideset drugih športnih kompleksov, vključno s 24 z umetnim ledom. Olimpijski stadion je bil prva notranja arena za bandy in je dvakrat gostil Svetovno prvenstvo v bandyju. Moskva je ponovno gostila tekmovanje leta 2010, tokrat v Ledeni palači Krilatskoje. Ta arena je gostila tudi svetovno prvenstvo v hitrostnem drsanju. V Moskvi je tudi sedem hipodromov za konjske dirke, od katerih je največji Centralni moskovski hipodrom, ustanovljen leta 1834.
Moskva je gostila Poletne olimpijske igre 1980, jahtni dogodki pa so potekali v Talinu v današnji Estoniji. V pripravah na OI so bili zgrajeni veliki športni kompleksi in glavno mednarodno letališče, Šeremetjevo terminal 2. Moskva je kandidirala za Poletne olimpijske igre 2012, vendar je bila v zadnjem krogu 6. julija 2005 izločena, OI pa so bile dodeljene Londonu.
Iz Moskve prihaja hokejski klub z največ naslovi v Sovjetski zvezi in na svetu, HK CSKA Moskva. Druga velika hokejska kluba iz Moskve sta HK Dinamo Moskva, klub z drugim največjim številom naslovom v Sovjetski zvezi, in HK Spartak Moskva.
Sovjetski in ruski košarkarski klub z največ naslovi in eden klubov Evrolige z največ naslovi je moskovski klub CSKA. Moskva je gostila Evropsko prvenstvo v košarki v letih 1953 in 1965.
Moskva ima več zmagovalcev na sovjetskih in ruskih šahovskih prvenstvih od kateregakoli drugega mesta.
Odbojkarski klub z največ naslovi v Sovjetski zvezi in Evropi je VC CSKA Moskva.
V nogometu ima FC Spartak Moskva več naslovov v ruski Premier ligi od vseh drugih klubov. V sovjetskih časih je bil drugi, za FC Dinamo Kijev. PFC CSKA Moskva je bil prvi ruski nogometni klub, ki je osvojil UEFA naslov (2004–05, trenutno UEFA liga Evropa). Drugi profesionalni nogometni klubi iz Moskve so FC Lokomotiv, FC Dinamo in FC Torpedo Moskva.
- Lukoil Arena, sedež FC Spartak Moskva
- VEB Arena, sedež PFC CSKA Moskva
- VTB Arena, sedež FC Dinamo Moskva in HC Dinamo Moskva
- RZD Arena, sedež FC Lokomotiv Moskva

V Moskvi so tudi drugi ugledni nogometni, hokejski in košarkarski klubi. Ker so bile športne organizacije nekdaj močno centralizirane, sta dva najboljša kluba na ravni ZSSR predstavljala obrambne in policijske organe: vojaški CSKA in policijski Dinamo. V vseh večjih mestih so bili vojaški in policijski klubi. Tako so bili Spartak, CSKA in Dinamo med najbolj financiranimi klubi v ZSSR.
Gimnastična palača Irine Viner-Usmanove leži v olimpijskem kompleksu Lužniki. Gradnja se je začela leta 2017, otvoritvena ceremonija pa je bila 18. junija 2019. Investitor v palačo je milijarder Ališer Usmanov, mož nekdanje gimnastinje in gimnastične trenerke Irine Viner-Usmanove. Skupna površina zgradbe je 23.500 m2, kar vkljujčuje tri fitnes dvorane, garderobe, sobe za sodnike in trenerje, savne, kantino, kavarno, dve dvorani za igre z žogo, medicinski center, dvorano za novinarje in hotel za športnike.
Zaradi moskovskega hladnega podnebja so priljubljeni zimski športi. Mnogo moskovskih velikih parkov ponuja steze za smučanje in drsališča za drsanje.
Moskva gosti vsakoletni kremeljski pokal, priljubljeno teniško tekmovanje. Je eno od desetih dogodkov ranga-I v ženskem tekmovanju in vsako leto gosti ruske igralce.
Olimpijski stadion je gostil Evrovizijo 2009, do sedaj edino Evrovizijo v Rusiji.
Slava Moskva je profesionalni ragbi klub, ki tekmuje v državni profesionalni ragbi ligi. Nekdanji ragbi prvak RC Lokomotiv je leta 2011 vstopil v isto ligo. Stadion Lužniki je gostil svetovno prvenstvo v ragbiju 2013.
Eden izmed najbolj uspešnih bandy klubov na svetu je dvajsetkratni ruski prvak Dinamo Moskva bandy klub. Trikrat je osvojil svetovni pokal, šestkrat pa evropski pokal.
MFK Dinamo Moskva je en največjih futsal klubov v Evropi in je enkrat osvojil UEFA futsal ligo prvakov.
Ko je bila Rusija izbrana za gostiteljico Svetovnega prvenstva v nogometu 2018 se je kapaciteta stadiona Lužniki povečala za skoraj 10.000 sedišč, zgrajena pa sta bila tudi dva nova stadiona – Dinamo Stadion in Spartak Stadion, čeprav na prvem tekme svetovnega prvenstva niso potekale.

## Zabava
Mesto je polno klubov, restavracij in barov. Tverska ulica je ena najprometnejših nakupovalnih ulic v Moskvi.
V Tretjakovskem projezdu, južno od Tverske ulice, v Kitaj-gorodu so prestižne trgovine, kot so Bulgari, Tiffany & Co., Armani, Prada in Bentley. Nočno življenje se je spremenilo od sovjetskih časov in danes ima mesto veliko nočnih klubov, ki so največji na svetu. Klubi, bari, ustvarjalni prostori in restavracije, spremenjene v plesišča, poplavljajo moskovske ulice z novimi odprtji vsako leto. Najbolj priljubljeno območje je okoli stare tovarne čokolade, kjer so bari, nočni klubi, galerije, kavarne in restavracije.
Zabaviščni park Otok sanj se je odprl v Moskvi 29. februarja 2020. Je največji notranji tematski park v Evropi. Park pokriva 300.000 kvadratnih metrov. Med gradnjo parka je bilo uničenih 150 aker naravnih dreves in unikatne in redke živali ter ptice in rastline na polotoku. Izgled je v slogu pravljičnega gradu, podobnega Disneylandu. Park ima 29 unikatnih zanimivosti z veliko vožnjami, nakupovalnimi središči za pešce s fontanami in krožnimi potmi. V kompleksu so tudi park, koncertna dvorana, kino, hotel, otroška šola jadranja, restavracije in trgovine.

## Oblast

### Oblast Moskve
Po Ustavi Ruske federacije je Moskva neodvisen federalni subjekt Ruske federacije, t.i. mesto federalnega pomena.
Župan Moskve je vodilna oseba v izvršni oblasti in vodi Vlado Moskve, ki je najvišji organ izvršne oblasti. Duma mesta Moskve je mestna duma (mestni svet ali lokalni parlament) in potrjuje lokalne zakone. Sestavlja jo 45 članov, ki so izvoljeni za petletni mandat na osnovi enotnega mandata.
Med letoma 2006 in 2012 direktne volitve zaradi sprememb v Zakoniku mesta Moskve niso potekale, župan pa je bil nameščen s predsedniškim odlokom. Prve direktne volitve po tistih leta 2003 bi morale potekati ob upokojitvi trenutnega župana leta 2015, vendar so zaradi njegovega odstopa potekale leta 2013.
Lokalna uprava poteka skozi sedem okrožij, ki poenotijo mestne četrti Moskve v upravna okrožja na teritorialni osnovi na 125 regionalnih uprav. Od začetka leta 2003 so skladno z Zakonom o organizaciji lokalne samouprave v mestu Moskvi izvršni organi lokalne samouprave občine, predstavniški organi so občinske skupščine, katere člani so izvoljeni skladno z Zakonikom o mestnih občinah.

### Zvezna oblast
V Moskvi je skladno z Ustavo Ruske federacije središče zakonodajne, izvršne in pravne zvezne oblasti. Izjema je Ustavno sodišče Ruske federacije, ki je od leta 2008 v Sankt Peterburgu.
Vrhovna izvršna oblast, Vlada Ruske federacije leži v Beli hiši na Krasnopresnenskem obrežju v centru Moskve. Državna duma je v Ohotnem Rjadu. Svet federacije se nahaja v stavbi na Bolšoji Dmitrovki. Vrhovno sodišče Ruske federacije in Vrhovno sodišče arbitraže Ruske federacije sta prav tako v Moskvi.
Poleg tega je je v Moskvi Moskovski Kremelj, uradno bivališče predsednika Ruske federacije. Predsednikovo delovno bivališče je v Kremlju v Senatni palači.

### Varnost
Na seznamu najvarnejših mest, ki ga pripravlja The Economist, je Moskva na 37. mestu z 68,5 odstotnimi točkami. Splošna raven kriminala je dokaj nizka. V Moskvi je več kot 170.000 nadzornih kamer priključeno na sistem prepoznave obrazov. Oblasti so ugotovile, da je bil dvomesečni eksperiment z avtomatsko prepoznavo obrazov, spola in starosti ljudi uspešen in nato vpeljale sistem v celem mestu. Mreža nadzornih enot dostopa do video kamer (95 % rezidenčnih stanovanj v prestolnici), kamere na območjih in stavbah šol in vrtcev, na MSC postajah, stadionih, postajališčih javnega prevoza in avtobusnih postajah, v parkih in podvozih.
Nujne številke so enake kot v drugih regijah Rusije. 112 je enotna nujna številka, 101 je številka gasilcev in ministrstva za izredne razmere, 102 je številka policije, 103 je številka reševalcev, 104 je nujna številka za plin. Moskovski EMS je po poročanju PwC drugi najbolj učinkovit med svetovnimi megamesti.

## Upravne razdelitve
| Moskva je razdeljena na 12 upravnih okrožij: |
| 1. Centralno upravno okrožje 2. Severno upravno okrožje 3. Severovzhodno upravno okrožje 4. Vzhodno upravno okrožje 5. Jugovzhodno upravno okrožje 6. Južno upravno okrožje 7. Jugozahodno upravno okrožje 8. Zahodno upravno okrožje 9. Severozahodno upravno okrožje 10. Zelenogradsko upravno okrožje 11. Novomoskovsko upravno okrožje 12. Troicko upravno okrožje |

Celotno mesto vodi en župan. Mesto je razdeljeno na dvanajst upravnih okrožij in 125 okrajev.
Rusko razvoj načrtovanja mesta se je začel že v 12. stoletju, ko je bilo mesto ustanovljeno. Centralni del Moskve je rastel po priključitvah predmestij skladno s srednjeveškimi načeli urbanega razvoja, ko so se močni zidovi trdnjav postopno širili vzdolž okrožnih cest bližnjih naselij. Prvi krožni zidovi so postavili pot Moskovskih obročev in tako položili temelje prihodnjega načrtovanja ruske prestolnice.
Sledeče utrdbe so služile kot mestne okrožne obrambne meje na neki točki v preteklosti: Kremeljski zidovi, Zemljanoj gorod, Kamer-Koležski Rampart, vrtni obroč in mali železniški obroč. Moskovska obročasta avtocesta (MKAD) je od leta 1960 meja Moskve. V obliki kroga poteka tudi glavna moskovska linija podzemne železnice, obročasta linija, in t.i. tretji avtomobilski obroč, ki je bil dokončan leta 2005. Tako se značilno žarkasto-krožno načrtovanje nadaljuje in opredeljuje nadaljnji razvoj Moskve. Vendar je bilo k sodobni Moskvi priključenih tudi več območij izven MKAD, kot so Solncevo, Burovo in mesto Zelenograd. Del območja Moskovske oblasti je bil združen z Moskvo 1. julija 2012; Moskva posledično ni v celoti obkrožena z Moskovsko oblastjo in meji tudi na Kaluško oblast. Moskva je tako pridobila okrog 1500 km² in 230.000 prebivalcev. Župan Moskve Sergej Sobjanin je povzdigoval širitev, ki bo Moskvi in sosednji regiji, megamestu z 20 mio prebivalci, pomagala razvijati se »harmonično«.
Vsa upravna okrožja in okraji imajo lasten grb, zastavo in vodjo.
Poleg okrajev so tudi teritorialne enote s posebnim statusom. To so običajno območja z majhno stalno populacijo ali brez nje. To so na primer Vseruski razstavni center, Moskovski botanični vrt Akademije znanosti, veliki parki in industrijske cone. V zadnjih letih so nekatera območja združili z različnimi okraji. V Moskvi ni narodnostno-specifičnih regij, kot je Chinatown, ki obstaja v nekaterih severnoameriških in vzhodnoazijskih mestih. Čeprav se okraji ne razlikujejo po prihodkih, veljajo območja bližje mestnemu središču, metro postajam ali zelenim območjem, kot v večini mest, za bolj prestižna.
V Moskvi so tudi nekateri vladni organi Moskovske oblasti, čeprav mesto samo ni del oblasti.

## Gospodarstvo

### Pregled
Moskva ima eno največjih občinskih gospodarstev v Evropi in ustreza več kot eni petini ruskega BDP-ja. Leta 2021 je BDP Moskve dosegel skoraj 24,5 bln RUB (332 mrd USD). BDP Moskovske oblasti je znašal 31,3 bln RUB ali okrog 425 mrd USD.
Povprečna bruto mesečna plača v mestu je 123.688 RUB (2000 USD), kar je okrog dvakrat višje od državnega povprečja 66.572 RUB (1000 USD) in ena najvišjih med federalnimi subjekti Rusije.
V Moskvi je tretje največje število milijarderjev od vseh mest na svetu, in največje število milijarderjev od vseh mest v Evropi. Je finančni center Rusije in sedež največjih bank v državi ter veliko največjih podjetij v državi, kot je naftni velikan Rosneft. V Moskvi je 17 % prodaje na drobno v Rusiji in 13 % gradbeništva v državi. Od finančne krize 1998 so poslovne panoge v Moskvi doživele eksponentno rast. V zadnjih letih je bilo zgrajenih veliko poslovnih centrov in stavb s pisarnami, vendar Moskva še vedno doživlja pomanjkanje pisarn. Tako je bilo veliko nekdanjih industrijskih in raziskovalnih stavb preurejeno za pisarniško uporabo. Gospodarska stabilnost se je v zadnjih letih izboljšala, vendar kriminal in korupcija še vedno zavirata poslovni razvoj.

### Panoge
Primarne panoge v Moskvi so kemična panoga, metalurgija, živilska panoga, tekstilna panoga, pohištvena panoga, proizvodnja elektrike, razvoj programske opreme in strojna panoga.
Mil je eden od vodilnih svetovnih proizvajalcev vojaških in civilnih helikopterjev. Hruničev proizvaja različno vesoljsko opremo, vključno z moduli za vesoljske postaje Mir, Saljut in Mednarodno vesoljsko postajo, pa tudi rakete Proton in vojaške medcelinske balistične rakete. V Moskvi so tudi letalski konstruktorski biroji Suhoj, Iljušin, Mikojan, Tupoljev in Jakovljev. V mestu Himki, neodvisnem mestu v Moskovski oblasti, ki ga Moskva obdaja z vseh strani, sta NPO Energomaš, ki proizvaja raketne motorje za ruski in ameriški vesoljski program, ter Lavočkin, ki je med drugo svetovno vojno gradil lovska letala, vendar je po začetku vesoljske dirke začel proizvajati vesoljske satelite. V Moskvi sta avtomobilski tovarni ZiL in AZLK, pa tudi Voitovičeva tovarna železniških vozil in Metrovagonmaš tovarna vagonov, ki leži takoj za mestno mejo. Tovarna ročnih ur Poljot proizvaja vojaške, profesionalne in športne ure, ki so v Rusiji in tujini zelo znane. Jurij Gagarin je v svojem poletu v vesolje uporabljal »Šturmanskije«, proizvedene v tej tovarni.
Elektrozavod je bila prva tovarna transformatorjev v Rusiji. Destilarna Kristall je najstarejša destilarna v Rusiji, ki proizvaja več vrst vodke, vključno s Stoličnajo, vina pa proizvajajo moskovske tovarne vina, vključno s Moskovsko interrepubliško vinarno. Moskovska tovarna draguljev in Jewellerprom sta proizvajalca nakita v Rusiji; Jewellerprom je proizvajal ekskluzivni red zmage, ki so ga prejeli tisti, ki so med drugo svetovno vojno pomagali Sovjetski zvezi.
So tudi druge panoge, ki se nahajajo takoj izven Moskve, in mikroelektronska panoga v Zelenogradu, vključno s Ruselektroniko.
Gazprom, največji črpalec naravnega plina na svetu in največje rusko podjetje, ima glavne pisarne tudi v Moskve, kakor tudi druga naftna, plinska in električna podjetja.
V Moskvi ima sedež veliko telekomunikacijskih in tehnoloških podjetij, npr. 1C, ABBYY, Beeline, Kaspersky Lab, Mail.Ru skupina, MegaFon, MTS, Rambler & Co, Rostelecom, Yandex in Yota.
Nekaj industrije je bilo preseljene ven iz mesta, da bi izboljšali ekološko stanje mesta.

### Življenjski stroški
V sovjetskem času je vlada stanovanja oddajala ljudem glede na normo kvadratnih metrov na osebo (nekatere osebe, vključno z ljudskimi umetniki, heroji in uglednimi znanstveniki so imeli bonuse glede na njihove zasluge). Zasebno lastništvo stanovanj je bilo omejeno vse do 90. let 20. stoletja, ko so ljudje prejeli stanovanjske pravice za stanovanja, kjer so prebivali. Od sovjetskega obdobja morajo lastniki nepremičnin plačati storitve za svoje prebivanje, kar je fiksni znesek, glede na število oseb na stanovanje.
Cene nepremičnin v Moskvi še naprej rastejo. Danes je cena stanovanj na obrobju mesta okrog 4000 USD na kvadratni meter ali 6500–8000 USD na kvadratni meter v prestižnih četrteh. Cena včasih preseže 40.000 USD na kvadratni meter. Mesečna najemnina za enosobno stanovanje je okrog 1200 USD, za garsonjero v središču mesta pa okrog 1000 USD.
Tipično enosobno stanovanje je veliko 30 m², tipično dvosobno stanovanje 45 m² in tipično trisobno stanovanje 70 m². Veliko ljudi se ne more izseliti iz svojih stanovanj, še posebno, če družina živi v dvosobnem stanovanju, ki ga je vlada dodelila v sovjetskem času. Nekateri prebivalci mesta so se poskušali soočiti z življenjskimi stroški z oddajanjem svojih stanovanj in življenjem v dačah izven mesta.
Leta 2006 je Mercer Human Resources Consulting Moskvo razglasil za najdražje mesto za izseljence na svetu, pred Tokijem, zaradi stabilnega rublja in naraščajočih cen nepremičnin v mestu. Moskva je bila na prvem mestu v izdajah 2007 in 2008. Nato je Tokio prehitel Moskvo kot najdražje mesto na svetu, Osaka je bila druga, Moskva pa tretja.
Leta 2008 je bila Moskva tretje leto zapored najdražje mesto na svetu.
Leta 2014 je bila po Forbesu Moskva deveto najdražje mesto na svetu. Leto pred tem je bila Moskva drugo najdražje mesto na svetu.
Leta 2019 je Economist Intelligence Unit Moskvo razglasil za 102. nadražje mesto na svetu. Raziskava ECA International Cost of Living 2019 je Moskvo postavila na 120. mesto med 482 mesti na svetu.

### Javne storitve

#### Ogrevanje
Ogrevanje stavb v Moskvi je kot v drugih mestih v Rusiji organizirano s centralnim sistemom za ogrevanje. Pred letom 2004 so bila za proizvodnjo in dobavo ogrevanja zadolžena državna podjetja z delovanjem toplotnih postaj in sistema za distribucijo toplote klientom Mosgorteplo Mosteploenergo in Teploremontnaladka, ki so služila toplotnim razdelilnim postajam v severovzhodnem delu mesta. Klienti so bili razdeljeni med različna podjetja glede na svojo geografsko lego. Leta 2004 je bila zagnana velika reforma, ki je konsolidirala različna podjetja pod okvirom MIPC, ki je postal občinski dobavitelj toplote. Njegove podružnice so bile na novo transformirane delniške družbe. Glaven vir ogrevanja v mestu je toplotna postaja Mosenergo, ki je bila reformirana leta 2005, ko je bilo od nje ločeno deset podružnic. Ena od na novo neodvisnih družb je bila Okrajna družba za mrežo ogrevanja (MTK, rusko Московская теплосетевая компания). Leta 2007 je vlada Moskve kupila nadzorni delež v podjetju.

#### Mestne storitve
»Naše mesto« je geo-informacijski portal, ki je nastala leta 2011 pod moskovskim županom Sergejem Sobjaninom z namenom gradnje konstruktivnega dialoga med prebivalci Moskve in mestnimi izvršnimi oblastmi. Portal razvija javna državna institucija »Nove tehnologije menedžmenta« skupaj z moskovskim oddelkom za informacijsko tehnologijo. V svojih desetih letih delovanja se je portalu pridružilo 1,7 mio uporabnikov in v tem času je postal učinkovito orodje za monitoring stanja urbane infrastrukture.

## Izobraževanje
V Moskvi je 1696 visokih šol in 91 fakultet. Poleg tega je tam 22 institucij visokega izobraževanja, vključno s 60 državnimi univerzami in Lomonosovo državno univerzo v Moskvi, ki je bila ustanovljena leta 1755. Glavna univerzitetna stavba v Vorobjovih gorah (Vrabčji hribi) je visoka 240 m in je bila, ko je bila dokončana, najvišja stavba na celini. Univerza ima več kot 30.000 dodiplomskih in 7000 podiplomskih študentov, ki izbirajo med devetindvajsetimi fakultetami in 450 študijskimi oddelki. Poleg tega je vpisano v tečaje na univerzi okrog 10.000 visokošolskih študentov, zaposlenih pa je tam več kot 2000 raziskovalcev. Knjižnica moskovske državne univerze vsebuje več kot devet milijonov knjig in je tako ena največjih knjižnic v vsej Rusiji. Njeno priznanje v mednarodni akademski skupnosti pomeni, da je več kot 11.000 mednarodnih študentov diplomiralo na univerzi, od katerih jih je veliko prišlo v Moskvo, da bi se tekoče naučilo ruščino.
Prva moskovska državna medicinska univerza I. M. Sečenova, poimenovana po Ivanu Sečenovu, prej znana kot Moskovska medicinska akademija, je medicinska univerza ki leži v Moskvi v Rusiji. Ustanovljena je bila leta 1785 kot fakulteta Moskovske državen univerze. Je Ruska federalna agencija za zdravje in socialni razvoj. Je ena največjih medicinskih univerz v Rusiji in Evropi. Več kot 9200 študentov je vpisanih v 115 akademskih oddelkih. Ponuja tečaje za podiplomske študije.
Pirogova ruska nacionalna raziskovalna medicinska univerza (prej Ruska državna medicinska univerza) je medicinska institucija visokega izobraževanje v Moskvi, ustanovljena leta 1906. Je popolnoma akreditirana in prepoznana s strani ruskega ministrstva za izobraževanje in znanost ter je trenutno pod oblastjo ministrstva za zdravje in socialni razvoj. Poimenovana je po ruskem kirurgu in pedagogu Nikolaju Ivanoviču Pirogovu (1810-1888) in je ena največjih medicinskih institucij ter prva univerza v Rusiji, ki je dovolila ženskam, da so pridobile diplome.
Moskva je en od finančnih centrov Ruske federacije in Skupnosti neodvisnih držav in je znana po svojih poslovnih šolah. Med njimi je Finančna univerza pod vlado Ruske federacije, Plehanova ruska univerza ekonomije, Državna univerza menedžmenta in Nacionalna raziskovalna univerza - visoka šola ekonomije. Ponujajo dodiplomske študije v menedžmentu, financah, računovodstvu, nepremičninah in ekonomski teoriji, pa tudi magistrske in MBA študije. Veliko jih ima podružnice v drugih regijah Rusije in državah po svetu.
Baumanska moskovska državna tehnična univerza je bila ustanovljena leta 1830 in leži v centru Moskve in ima 18.000 dodiplomskih in 1000 podiplomskih študentov s tehnično izobrazbo v znanosti in inženirstvu.
Moskovski konzervatorij je bil ustanovljen leta 1866 in je ugledna glasbena šola v Rusiji, katere študenti so bili med drugim Sergej Vasiljevič Rahmaninov, Aleksander Nikolajevič Skrjabin, Aram Iljič Hačaturjan, Mstislav Rostropovič in Alfred Garjevič Šnitke.
Gerasimov vseruski institut kinematografije (VGIK) je najstarejša izobraževalna institucija kinematografije na svetu. Ustanovil jo je Vladamir Gardin leta 1919. Med njenimi najbolj priznanimi profesorji so bili Sergej Eisenstein, Vsevolod Pudovkin in Aleksej Batalov, med najbolj priznanimi študenti pa Mihail Vartanov, Sergej Parajanov, Andrej Tarkovski, Nikita Mihalkov, Eldar Rjazanov, Aleksander Sokurov, Jurij Norštejn, Aleksandr Petrov, Vasilij Šukšin in Konrad Wolf.
Moskovski državni institut mednarodnih odnosov, ustanovljen leta 1944 ostaja najbolj znana ruska šola mednarodnih odnosov in diplomacije, s šestimi šolami, osredotočenimi na mednarodne odnose. Na univerzi je okrog 4500 študentov in več kot 700.000 ruskih in tujejezičnih knjig, od katerih jih 20.000 velja za redke in so lahko najdeni le v knjižnici Moskovskega državnega instituta mednarodnih odnosov.
Druge institucije so Moskovski institut fizike in tehnologije (ali Fizteh), Fjodorov kompleks očesne mikrokirurgije, ki ga je očesni kirurg Svjatoslav Fjodorov ustanovil leta 1988, Moskovski letalski institut, Moskovski avtocestni institut (Državna tehnična univerza) in Moskovski institut za inženiring in fiziko. Moskovski institut za fiziko in tehnologijo je izobrazil veliko Nobelovih nagrajencev, vključno s Pjotrom Leonidovičem Kapico, Nikolajem Nikolajevičem Semjonovim, Levom Davidovičem Landauom in Aleksandrom Mihajlovičem Prohorovom, Moskovski institut za inženering fiziko pa je znan po svojih raziskavah jedrske fizike. Najvišja ruska vojaška šola je Akademija kombiniranih sil Ruske federacije.
Čeprav ima Moskva več znanih višjih izobraževalnih institucij iz sovjetskega časa, jih je večina usmerjenih proti inženiringu ali fundamentalnim znanostim.V zadnjih letih je Moskva doživela rast števila komercialnih in zasebnih institucij, ki ponujajo tečaje v poslu in managementu. Veliko državnih institucij je razširilo svoj obseg izobraževanja in vpeljalo nove tečaje ali oddelke. Institucije v Moskvi in preostanku postsovjetske Rusije so začeli ponujati nove mednarodne certifikate in podiplomske diplome, vključno z MBA. Razširjeni so postali tudi programi študentskih izmenjav s številnimi državami, zlati s preostankom Evrope. Šole v ruski prestolnici ponujajo tudi seminarje, predavanja in tečaje za zaposlene in poslovneže.
Moskva je en največjih znanstvenih centrov Rusije. Sedež Ruske akademije znanosti je v Moskvi, pa tudi raziskovalne in aplicirane znanstvene institucije. V Moskvi so Kurčatov institut, vodilna ruska raziskovalna in razvojna institucije na področju jedrske energije, kjer je bil zgrajen prvi jedrski reaktor v Evropi, Landauov institut za teoretično fiziko, Institut za teoretično in eksperimentalno fiziko ter Institut za fizične probleme in Steklov institut matematike.
V mestu je 452 knjižnic, vključno s 168 za otroke. Ruska državna knjižnica, ustanovljena leta 1862, je nacionalna knjižnica Rusije. V njej je več kot 275 km polic in 42 mio predmetov, vključno s 17 mio knjigami in serijskimi izdajami, 13 mio časopisov, 350.000 glasbenimi notami in zvočnimi zapisi, 150.000 zemljevidi. Tako je največja knjižnica v Rusiji in ena največjih na svetu. Predmeti v 247 jezikih predstavljajo 29 % zbirke.
Državna zgodovinska javna knjižnica, ustanovljena leta 1863 je največja knjižnica, ki se osredotoča na rusko zgodovino. Njena zbirka je štiri mio predmetov v 112 jezikih, vključno s 47 jeziki bivše ZSSR, večinoma s področja ruske in svetovne zgodovine, heraldike, numizmatike in zgodovine znanosti.
Glede primarnega in sekundarnega izobraževanja je leta 2011 Clifford J. Levy iz The New York Timesa napisal, da ima »Moskva nekaj močnih javnih šol, vendar je sistem kot celota malodušen, delno zaradi tega, ker ga načenja korupcija, ki je postsovjetska poguba. Starši pogosto plačujejo podkupnine, da so njihovi otroci sprejeti v boljše javne šole. Obstajajo tudi dodatna plačila za dobre ocene.«

## Transport

### Metro
Sistem Moskovske podzemne železnice je znan zaradi svoje umetnosti, stenskih poslikav, mozaikov in umetelnih lestencev. Odprt je bil leta 1935 in je takoj postal centralni del transportnega sistema. Še bolj kot to pa je bil stalinistični način za strahospoštovanje in nagrajevanje javnosti in jim dati razlog za cenjenje sovjetske realistične umetnosti. Bil je prototip za bodoče sovjetske množične tehnologije. Odgovoren je bil Lazar Kaganovič; tako je oblikoval podzemno železnico, da so državljani med vožnjo lahko sprejeli vrednote in etos stalinistične civilizacije. Umetnost trinajstih prvotnih postaj je postala znana doma in v tujini. Postaja Sverdlovski trg je imela porcelanaste reliefe, ki so upodabljali dnevno življenje sovjetskih ljudi, postaja pri kompleksu stadiona Dinamo pa je vsebovala reliefe, ki so slavili šport in fizično spretnost močnega novega »Homa Sovjeticusa« (sovjetskega človeka).
Metro je bil hvaljen kot simbol nove družbene ureditve, neke vrste komunistična katedrala sodobnosti inženiringa. Sovjetski delavci so opravili delo in umetnost, toda glavni načrti inženiringa, linije in gradbeni načrti so bili dodeljeni specialistom, pridobljenim z londonskega metroja. Britanci so zagovarjali tunele namesto tehnike kopanja in pokrivanja, uporabo tekočih stopnic namesto dvigal in so oblikovali linije in vozila. Paranoja Stalina in NKVD je bila očitna, ko je tajna policija aretirala številne britanske inženirje zaradi vohunjenja, tj. za pridobivanje poglobljenega znanja o fizični postavitvi mesta. Inženirjem podjetja Metropolitan Vickers Electircal Company so sodili in jih leta 1933 izgnali ter tako končali obdobje britanskega posla v ZSSR.
Danes Moskovski metro sestavlja dvanajst linij, večinoma podzemnih, in skupno 203 postaj. Metro je en najglobljih na svetu; postaja Park Pobedi, zaključena leta 2003, leži npr. 84 m pod zemljo in ima najdaljše tekoče stopnice v Evropi. Moskovski metro je en najbolj prometnih v Evropi in en najprometnejši na svetu, saj ga vsak dan uporablja okrog 10 mio potnikov (300 mio potnikov mesečno). Zaradi resnih transportnih težav Moskva načrtuje širitev metroja. Leta 2016 so oblasti zagnali novo krožno linijo metroja, ki je prispevala k rešitvi transportnih težav, in sicer gneče na liniji Kolcevaja.
Zaradi ravnanja z metro postajami kot z možnim slikarskim platnom, za katerega je značilno, da ga moskovski delavci vidijo vsak dan, je bilo veliko metro postaj iz časa Stalina zgrajenih »po naročilu« na različne načine (in oblikovanje vsake postaje bi bilo prvotno množična instalacija na določeno temo).
Elektrozavodskaja postaja na primer je bila oblikovana po bližnji tovarni električnih žarnic in keramičnih grl za žarnice; tradicija velikih oblikovanj in v bistvu okraševanja metro postaj kot instalacija na eno temo je bila obnovljena konec leta 1979.
V zadnjem času je moskovski župan Sergej Sobjanin vpeljal trud od WiFi in USB vrat do Apple Paya pa tudi odpiral je nove postaje z vrtoglavo hitrostjo. Moskovski metro je en najbolj prometnih na svetu in je leta 2019 služil 2,6 mrd potnikom.
V ruski prestolnici je več kot 21,5 tisoč WiFi dostopnih točk, v študentskih domovih, parkih, kulturnih in športnih institucijah, v okviru Vrtnega obroča in Tretjega transportnega obroča. Med septembrom 2020 in avgustom 2021 je bilo zagnanih 1700 novih dostopnih točk za javni WiFi v Moskvi. Struktura WiFi mreže dovoljuje državljanom uporabo interneta brez reavtorizacije.

### Avtobus, trolejbus in električni avtobus
Metro postaje izven centra mesta so daleč narazen v primerjavi z drugimi mesti, do 4 km in tako mreža avtobusov deluje od vsake postaje do obkrožujočih stanovanjskih območij. Moskva ima avtobusni terminal za avtobuse dolgega dosega in medmestne avtobuse (Moskovski centralni avtobusni terminal) z dnevnim prometom okrog 25.000 potnikov služi okrog 40 % avtobusov dolgega dosega v Moskvi.
Vsaki veliki cesti v mestu služi vsaj ena avtobusna linija. Veliko teh linij je podvojenih s trolejbusnimi linijami in imajo trolejbusne žice nad sabo.
S skupno dolžino enojne žice skoraj 600 km, 8 depoji, 104 linijami in 1740 vozili je Moskovski trolejbusni sistem največji na svetu. Toda leta 2014 je občinska oblast pod vodstvom Sergeja Sobjanina začela uničevati trolejbusni sistem v Moskvi z namenom načrtovane zamenjave trolejbusov z električnimi avtobusi. Leta 2018 je imel moskovski trolejbusni sistem le 4 depoje in nekaj deset kilometrov neuporabljenih žic. Skoraj vse trolejbusne žice v Vrtnem obroču so bile odrezane v letih 2016–2017 zaradi rekonstrukcije centralnih cest. Sistem je bil odprt 15. novembra 1933 in je šesti najstarejši delujoč trolejbusni sistem na svetu.
Leta 2018 sta proizvajalca vozil Kamaz in GAZ zmagala na razpisu Mosgortransa za dobavo 200 električnih avtobusov in 62 ultra hitrih polnilnih postaj za mestni transportni sistem. Proizvajalci bodo odgovorni za kakovost in zanesljivo delovanje avtobusov in polnilnih postaj v naslednjih 15 letih. Od leta 2021 mesto kupuje le električne avtobuse in postopoma zamenjuje vozni park dizelskih avtobusov. Po pričakovanjih bo Moskva do leta 2019 postala voditelj med evropskimi mesti na področju deleža električnih in plinskih avtobusov v javnem prometu.
Vse avtobusne postaje in terminali v Moskvi so zdaj priključeni na brezplačni WiFi. Uporaba je možna na mednarodnih avtobusnih postajah Salarjevo, Južna vrata, Severna vrata in na avtobusnih terminalih Varšavskaja in Orehovo. Tam je bilo nameščenih 48 dostopnih točk.

### Tramvaj
Moskva ima obsežen sistem tramvajev, ki je bil odprt leta 1899. Najnovejša linija je bila odprta leta 1984. Dnevna uporaba s strani Moskovčanov je majhna in predstavlja okrog 5 % potovanj, saj so bile številne ključne povezave ukinjene. V nekaterih četrtih je tramvaj še vedno pomemben kot dovajalec metro postajam. Tramvaji tudi predstavljajo pomembne presečne povezave med metro linijami, npr. med postajo Univerzo Sokolničeske linije in Profsojuznaja Kalužsko-Rižske linije ali med Vojkovskajo in Stroginom. Nekatere linije uporabljajo za povezovanje centra s spalnimi naselji, npr. linija 3.
V mestu so tri tramvajske linije:
- Krasnopresnenskoje depo mreža s skrajno zahodno točko Strogino (lega depoja) in skrajno vzhodno točko blizu platforme Dmitrovskaja. Ta mreža se je ločila leta 1973, vendar je bila do leta 1997 enostavno ponovno povezana z enim kilometrom (petdeset verig) tirov in tremi stikali. Mreža ima najvišjo uporabo v Moskvi in nobenih šibkih točk glede na promet, razen na pasu proti depoju (potnikom služi avtobus) in tramvajski obroč pri Dmitorvskaji (ker zdaj ni niti normalno prestopanje niti terminal za popravila)
- Apakov depo služi jugozahodnemu delu z Varšavskega pasu in Simferopolskega bulevarja na vzhodu do Univerzitetne postaje na zahodu in Bulevarskega pasu v centru. Ta mreža je povezana samo s štiripasovno Dubininsko in Koževnišesko cesto. Druga povezava pri Vostočnaji ceste je bila leta 1987 ukinjena zaradi požara pri tovarni Dinamo in ni bila ponovno vzpostavljena in ostaja izgubljena od leta 1992. Mreži služi še en depo (zdaj liniji 35 in 38).
- Glavne tri mreže depojev z železniško postajo in tovarno za popravilo tramvajev.

Poleg tega zagovorniki tramvajev priporočajo, da bi bila nova storitev rapidnega tranzita (metro do mesta, Butovo lahki metro, monoželeznica) bolj učinkovita od tramvajskih linij, in da so težave s tramvaji posledica samo slabega menedžmenta in upravljanja ter ne zaradi tehničnih lastnosti tramvajev. Razviti so bili novi modeli tramvajev za moskovsko mrežo, kljub pomanjkanju širitev.

### Železnica
V Moskvi je več železniških postaj (ali vokzalov):
- Beloruska železniška postaja (Moskva)
- Kazanska železniška postaja (Moskva)
- Kijevska železniška postaja (Moskva)
- Kurska železniška postaja (Moskva)
- Leningrajska železniška postaja (Moskva)
- Rižska železniška postaja (Moskva)
- Jaroslaveljska železniška postaja (Moskva)

Železniške postaje ležijo blizu mestnega središča, vzdolž ali blizu metro linije 5 in se povezujejo z metro linijo v center mesta. Vsako postajo prečka promet iz različnih delov Evrope in Azije. V Moskvi je več manjših železniških postaj. Ker so železniške vozovnice poceni, je vlak za Ruse priljubljen način potovanja, zlasti v primeru potovanja v Sankt Peterburg, rusko drugo največje mesto. Moskva je zahodna končna postaja Transsibirske železnice, ki prečka skoraj 9300 km ruskega ozemlja do Vladivostoka na tihooceanski obali.

### Zrak
Moskvi služi pet glavnih komercialnih letališč: Mednarodno letališče Šeremetjevo, Mednarodno letališče Domodedovo, Mednarodno letališče Vnukovo, Mednarodno letališče Žukovski in Mednarodno letališče Ostafjevo.
Mednarodno letališče Šeremetjevo je najbolj globalno povezano od moskovskih letališč in ima 60 % vseh mednarodnih poletov. Je baza vseh SkyTeam članic in glavno vozlišče Aeroflota (ki je tudi sam član SkyTeama).
Mednarodno letališče Domodedovo je vodilno letališče v Rusiji po številu potnikov in je primarno izhodišče za dolge polete v Rusiji in CIS državah, njegov glavni rival pa je Šeremetjevo. Je glavno vozlišče za S7 linije in večina OneWorld in Star Alliance članov uporabljajo Domodedovo kot svoje mednarodno vozlišče. Vnukovo ima lete Turkish Airlines, Wizz Air Abu Dhabi in druge. Mednarodno letališče Ostafjevo služi primarno poslovnemu letalstvu.
Moskovska letališča se razlikujejo po razdalji od MKAD: Domodedovo je z 22 km najbolj oddaljeno, Vnukovo je oddaljeno 11 km, Šeremetjevo pa 10 km. Ostafjevo je z okrog 8 km najbližje MKAD.
Je še več manjših letališč blizu Moskve (19 v Moskovski oblasti), kot je Letališče Mjačkevo, ki so namenjena zasebnim letalom, helikopterjem in čarterjem.

## Spominki
Na stojnicah na Izmailovskem trgu (Измайловский Рынок) lahko kupimo značilne ruske spominke. Npr.:
- Babuško. Babuška je najbolj priljubljen ruski spominek. Gre za igračo, ki je sestavljena iz različnega števila figuric; te se na polovici odprejo, da lahko vanje zložimo ostale manjše figurice. Izjema je najmanjša figurica, ki je iz enega kosa in se je ne da razpoloviti. Število figuric je običajno liho, od 5 naprej. Izvirne babuške so iz lesa, vendar jih danes najdemo tudi v raznih drugih materialih (npr. plastika, steklo…). Prvo babuško je leta 1890 izdelal Vasilij Zvjozdočkin po načrtu Sergeja Vasiljeviča Maljutina; slednji je babuško tudi poslikal. Igrače so širšemu svetu predstavili na svetovni razstavi v Parizu leta 1900, ko so osvojile tretje mesto. Od tedaj veljajo za enega najbolj prepoznavnih ruskih predmetov. Babuško iz največ kosov je leta 2003 dokončno izdelala Rusinja Julija Bereznickaja. Sestavljena je iz 51ih figuric, od katerih je najvišja visoka več kot pol metra (skoraj 54 cm), najmanjša pa meri v višino le 3 mm. Rusom babuške ne predstavljajo le vira zaslužka, temveč so tudi simbol ženskosti, plodnosti in družine, zato so na njih največkrat upodobljena prav dekleta. Zlaganje ene figurice v drugo je za nekatere simbol otroka v maternici, s čimer se rod nadaljuje iz generacije v generacijo, nekateri pa skladno obliko dojemajo kot medsebojno dopolnjevanje telesa, duše, uma, srca in duha. Pri nakupovanju babušk moramo biti previdni, da ne poskusimo kupiti prodajalčeve babice, saj бабушка v ruščini pomeni babica, ruska beseda za spominek babuško pa je матрёшка.[234]
- Samovar. Samovar je kovinska posoda za gretje vode. Skoraj vedno meri v višino več kot v širino. Ogrodje preprostih samovarjev je večinoma iz bakra, brona ali medenine, prestižne različice pa so iz srebra in zlata. Zunanjost posode je običajno okrašena s plitvimi vdolbenimi geometrijskimi vzorci ali reliefi, pogoste pa so tudi poslikave. Razkošni samovarji, ki si jih lahko privoščijo le premožni, so okrašeni tudi s pravimi mozaiki, keramičnimi detajli in dragulji. Zelo dragi so tudi stari zbirateljski samovarji. Sodobni samovarji dandanes delujejo na elektriko in so zato po delovanju podobni našim električnim kuhalnikom vode. Starejši, iz 18. in 19. stol., delujejo na premog ali suhe storže iglavcev. Od sodobnih se razlikujejo v tem, da imajo spodnji del širši, ker je v njem prazen prostor za omenjeno »gorivo«. Njihov izvor ni popolnoma znan. Nekateri trdijo, da je njihove predhodnike v Rusijo prinesla arabska kultura prek Irana, nekateri pa menijo, da izvirajo iz vzhodnoazijskih kultur. Prvi dokumentirani samovar sta leta 1778 iz medenine izdelala brata Ivan in Nazar Fjodorovič Lisicin. Po tem sta postala prva uradna izdelovalca samovarjev, njuni različni dizajni pa še danes vplivajo na oblike posod. Samovarji so hitro postali priljubljeni po vsej Rusiji in so bili do začetka 19. stol. prisotni v večini gospodinjstev, ne glede na družbeni status. Njihova slava se je razširila tudi v Azijo in Evropo, kamor so jih Rusi pričeli izvažati. Rusom so samovarji še danes predmeti povezovanja, družinskih druženj in prijetnega doma, kar se je ohranilo iz preteklosti, ko so se družine zbirale na čajankah ob samovarjih. Od tod izvira stalna besedna zveza сидеть у самовара, ki pomeni počitek ob pitju čaja.[235]
- Lakirane škatlice (шкатулки). Lakirane škatlice so iz lesa, na katerega so z lakirnimi barvami naslikani razni cvetni vzorci, zelo priljubljeni pa so tudi prizori iz starih ruskih pravljic in ruske zgodovine. Slikanje z lakirnimi barvami se je razvilo iz slikanja pravoslavnih ikon; ko slikarji ikon niso delali v cerkvah, so se preživljali z s slikanjem in prodajanjem lakiranih slik na kaširanem papirju. Slikanje lesa se je pojavilo kasneje. Cene škatlic variirajo glede na velikost slike in zahtevnost detajlov. Navadno so precej drage.[236]
- Valenke. Valenki so škornji iz klobučevine. Prava, močno stisnjena volna omogoča zelo dobro izolacijo. S kakovostnimi valenki stopala ne občutijo hladu do -30 °C, zato so za mrzle ruske zime priljubljena obutev. V 20. stol. so sicer veljali za zastarelo vojaško obutev (ruski vojaki so jih uporabljali v 2. sv. vojni), vendar so sedaj ponovno v modi. Sodobnim valenkom dodajajo gumijaste podplate za daljšo obstojnost, okrašujejo pa jih z usnjem, vezeninami, kristali, idr. Hkrati so še vedno predpisana obutev vojaške zimske opreme.
- Orenburške šale. Orenburški šali so narejeni iz fino tkane kozje volne. Njihova posebnost je, da kljub svoji nežni strukturi nudijo toploto; to je razlog, da so jih v preteklosti na potovanjih rade nosile plemkinje, ki so želele poudariti svojo eleganco, ne da bi se jim bilo treba skriti po težkimi krzni. Od platokov oz. rut se razlikujejo v tem, da so navadno enobarvni v blagih odtenkih namesto v živih vzorcih rož, njihovi robovi pa se zaključijo z raznimi tkanimi vzorci, ki so podobni naši čipki, medtem ko imajo rute na robu spuščene niti.[237]
- Kožuhe. Kožuhi kot material za izdelavo oblačil segajo daleč v rusko zgodovino, ker, tako kot volna, dobro varujejo pred mrazom. So pa za razliko od volne mnogo dražji in so vedno bili. V preteklosti so jih ljudje imenovali mehko zlato. Vloga kožuhov se je do danes močno spremenila – nekoč so jih dobesedno morali kupovati za preživetje zim, danes pa so le še modni luksuz. Za izdelavo oblačil se uporabljajo kožuhi različnih živali, npr. lisic in medvedov, najdražji pa so še vedno kožuhi podlasic.
- Nakit. Značilni ruski nakit je v prvi vrsti iz jantarja, ki ga pridobivajo na obalah Baltskega morja. Prozorne perle v barvah medu včasih vsebujejo tudi kakšno žuželko ali rastlino, ki se je med strjevanjem ujela v lepljivo smolo. Jantar se zaradi svoje trdnosti in lepote uporablja tudi za interno dekoracijo hiš. Zelo lep je tudi nakit iz rostovskega emajla. Na njem je običajno upodobljeno cvetje, njegovo ogrodje pa je iz srebra ali porcelana. Ker je postopek slikanja z emajlom dolgotrajen in zahteven, poleg tega pa je vedno ročno delo, so cene navadno visoke.[238]

Ostali zelo znani ruski spominki so tudi:
- Rdeči kaviar. Rdeči kaviar oz. lososova jajčeca izvirajo z daljnega vzhoda Rusije, kjer so ga lovci in ribiči od nekdaj uživali v velikih količinah. Na zahod, predvsem v mesti Sankt Peterburg in Moskvo, so ga začeli izvažati šele leta 1908, ker predtem niso poznali postopkov, ki bi ga ohranili na tako dolgi poti. Dandanes je kaviar zelo cenjena hrana, ker je zelo hranljiv – vsebuje namreč skoraj vse poznane vitamine in proteine. Temu primerne so tudi višje cene, ki pa niso tako neznosne kot cene nekaterih drugih spominkov.[239]
- Vodka. Priljubljena žgana pijača sicer ne izvira le iz Rusije, temveč tudi s Poljskega, a je kljub temu ruski simbol moči in trdoživosti. Sestavljena je predvsem iz vode in etanola, pridobljena pa je z destilacijo tekočine iz fermentiranega žita ali krompirja. Po evropskih standardih mora vsebovati vsaj 37,5 % alkohola, po ameriških pa vsaj 40 %; če te meje ne doseže, je uradno ne moremo imenovati vodka. Njeno ime je pomanjševalnica stare slavonske besede voda, prvi zapisan primer besede vodka pa se pojavi šele leta 1751, kar je zelo pozno glede na domnevno odkritje vodke. Po ruski legendi naj bi vodko namreč odkril menih Izidor iz čudovskega samostana že leta 1430 in jo poimenoval »krušno vino«.[240][241]
- Knjige. Velikani ruske književnosti so Dostojevski, Tolstoj, Puškin, Gogolj in še bi lahko naštevali. V Rusiji lahko v številnih knjigarnah kupimo knjige omenjenih avtorjev v različnih jezikih, najbolj priljubljeni so izvodi v izvirni ruščini. Najbolj priljubljena dela so Vojna in mir, Ana Karenina, Bratje Karamazovi ter Zločin in kazen.[242][243][244]

- Stojnica polna babušk
- Samovar
- Mojstrsko narejene lakirane škatlice
- Vodka
- Rdeči kaviar

## Demografija
V času uradnega popisa leta 2010 je bila etnična sestava prebivalstva (za tisti del z opredeljeno etničnostjo - 10.835.092 ljudi):
- Rusi: 9.930.410 (91,65%)
- Ukrajinci: 154.104 (1,42%)
- Tatari: 149.043 (1,38%)
- Armenci: 106.466 (0,98%)
- Azeri: 57.123 (0,5%)
- Belorusi: 39.225 (0,4%)
- Gruzijci: 38.934 (0,4%)
- Uzbeki: 35.595 (0,3%)
- Tadžiki: 27.280 (0,2%)
- Moldavijci: 21.699 (0,2%)
- Mordvini: 17.095 (0,2%)
- Čečeni: 14.524 (0,1%)
- Čuvaši: 14.313 (0,1%)
- Oseti: 11.311 (0,1%)
- drugi: 164.825 (1,6%)
- 668.409 prebivalcev je bilo registriranih iz administrativnih baz in za njih etničnost ni bila opredeljena. Ocenjeno je, da je razmerje etničnosti v tej skupini enaka kot pri opredeljenih skupinah.[246]

Uradno prebivalstvo Moskve temelji na prebivalcih, ki imajo stalno prebivališče. Po podatkih ruske Zvezne službe za migracije ima Moskva 1,8 milijona uradnih 'gostov', ki imajo začasno prebivališče na podlagi vizumov ali druge dokumentacije, kar znese 13,3 milijona legalnega prebivalstva. Ocenjuje se, da je število ilegalnih priseljencev, velika večina iz Srednje Azije, dodatnih 1 milijon ljudi, kar pomeni skupno 14,3 milijona.